# Villers-sur-Semois
Villers-sur-Semois is een plaats in de Belgische streek de Gaume in de provincie Luxemburg en sinds de gemeentelijke herindeling van 1977 in het arrondissement Virton een deelgemeente van Étalle. De plaats ligt aan de Semois, zoals de naam al suggereert.

## Geboren
- Hippolyte Braffort (1854-1926), volksvertegenwoordiger en senator
- Louis Braffort (1886-1944), stafhouder van de balie Brussel en Belgisch verzetsheld tijdens WOII.
- Paul François (1902-1982), volksvertegenwoordiger

## Demografische ontwikkeling
- Bronnen:NIS, Opm:1831 tot en met 1970=volkstellingen

Deelgemeenten: Buzenol · Chantemelle · Étalle · Sainte-Marie · Vance · Villers-sur-Semois

Overige dorpen: Croix Rouge · Fratin · Huombois · Lenclos · Mortinsart · Sivry · Villers-Tortru

Belgische gemeenten · Arrondissement Virton · Luxemburg · Wallonië